# Giuseppe Galasso (politico 1951)
Giuseppe Galasso (Avellino, 17 settembre 1951) è un politico italiano, sindaco di Avellino dal 2004 al 2012.

## Biografia
Laureatosi in medicina, è stato iscritto alla Democrazia Cristiana, partito con il quale è stato consigliere comunale ad Avellino dagli anni ottanta fino alla sua dissoluzione nel 1994. Rieletto nel 1999 nelle file dei Popolari, è passato alla Margherita nel 2002.
Il 13 giugno 2004 è stato eletto sindaco di Avellino con il 55% dei voti, sostenuto da una coalizione di centro-sinistra comprendente, oltre alla Margherita, anche i Democratici di Sinistra, UDEUR, Socialisti Democratici Italiani e i Verdi Federalisti. Si insedia ufficialmente come sindaco il 23 giugno. Dal 2007 è iscritto al Partito Democratico. Ricandidatosi per un secondo mandato nel 2009, è rieletto con il 61,6% dei voti al secondo turno contro lo sfidante del centro-destra Massimo Preziosi. L'8 ottobre 2012 rassegna le dimissioni da sindaco, e termina il suo mandato il 31 ottobre quando viene nominata in sua vece la commissaria Cinzia Guercio.